# Breda
Breda (pronunție neerlandeză:  audio) este un oraș în provincia Barabantul de Nord, Țările de Jos. Se află la o altitudine de 3 m deasupra nivelului mării. Are o suprafață de 128,68 km². Populația este de 188.078 locuitori, determinată în ianuarie 2024.

## Localități
Comuna Breda este formată din următoarele localități:
- Orașul Breda (~170.000 loc.) ce conține și localitățile:
  - Ginneken (fost sat absorbit de oraș)
  - Princenhage (fost sat absorbit de oraș)
- Prinsenbeek (~11.500 loc.) (adăugat comunei în urma reorganizării din 1997)
- Bavel (~7.000 loc.) (adăugat comunei în urma reorganizării din 1997)
- Teteringen (~6.500 loc.) (adăugat comunei în urma reorganizării din 1997)
- Ulvenhout (~4.700 loc.) (adăugat comunei în urma reorganizării din 1997)

Orașul Breda este la rândul lui divizat în sectoare administrative:
1. Breda Centrum (Centru)
2. Breda West (Vest)
3. Breda Noord-West (Haagse Beemden) (Nord-vest)
4. Breda Noord (Nord)
5. Breda Oost (Est)
6. Breda Zuid-Oost (Sud-est)
7. Breda Zuid (Sud)

## Istorie
Breda a fost un oraș fortificat, cu importanță strategică în Țările de Jos. În secolul XI, Breda a fost un fief direct al Sfântului Imperiu Roman, cel mai timpuriu senior fiind Henric de Brunesheim (1080–1125). 
În 1327 Breda a fost vândută de către Adelheid of Gaveren lui Ioan III, duce de Brabant. În 1350, fieful i-a fost revândut lui John II de Wassenaar (d. 1377). În 1403 moștenitoarea sa, Johanna de Polanen (1392–1445), s-a căsătorit cu Engelbert I de Nassau (1370–1442). 
Prin urmare, a rămas casei de Nassau, ajungând mai apoi la Wilhelm de Orania (1533–1584), conducătorul Olandei, Zeelandei și Utrechtului, și conducătorul revoluției olandeze. Prin urmare, baronul de Breda era și conte de Nassau, Germania, Prinț de Orange și conducătorul Republicii Olandeze (între 1572–1650, 1672–1702, 1747–1795). Breda a rămas ca parte componentă a baronadei de Breda până când aceasta a fost desființată de către forțele revoluționare franceze în 1795.

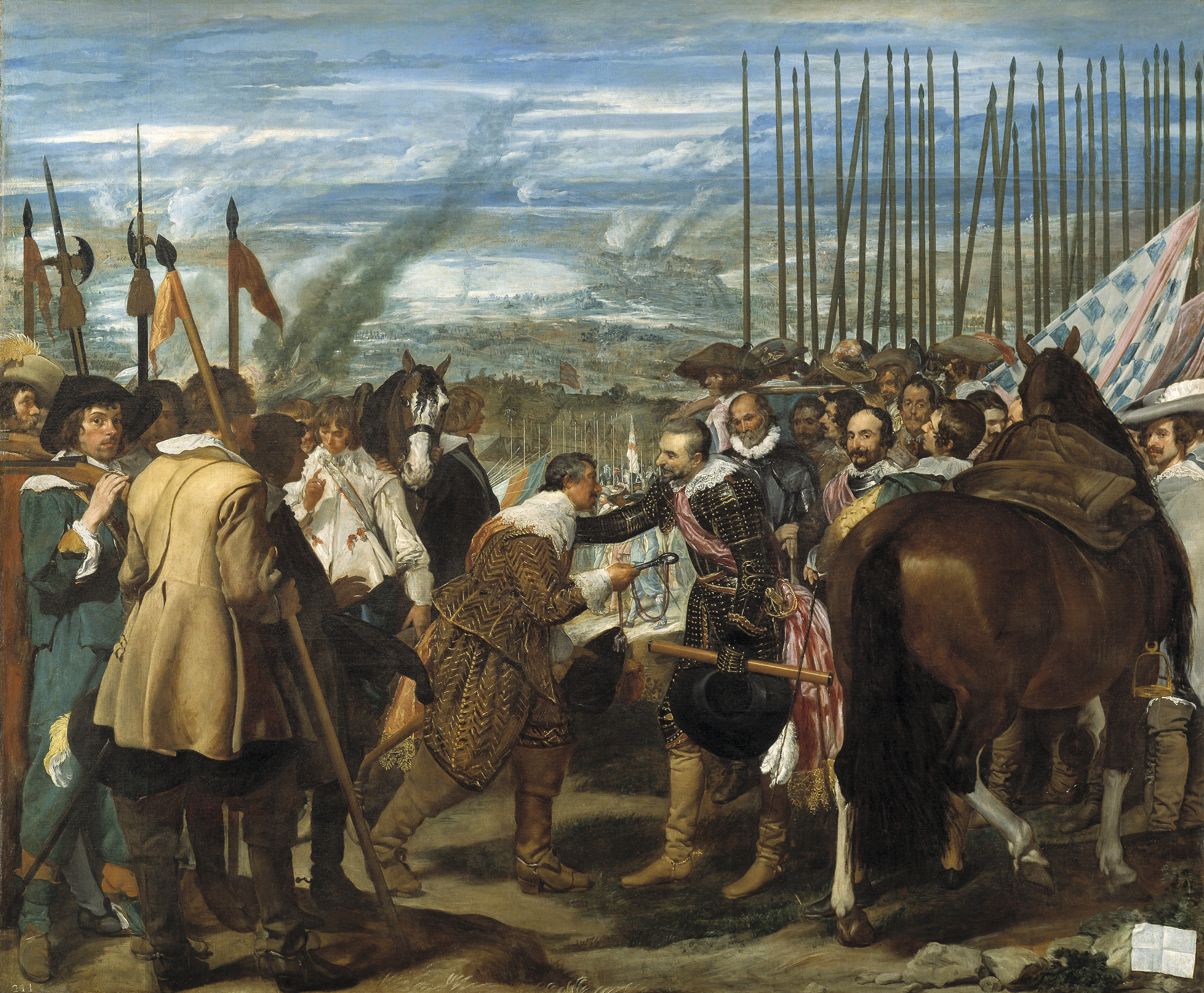
Predarea Bredei, de Diego Velázquez.

Orașul Breda a obținut statutul de oraș în 1252. După acesta, Breda a căpătat dreptul de a construi fortificații cu ziduri de cărămidă și porți în stil roman. 
În secolul 15, bunăstarea orașului a crescut rapid. O mare biserică a fost construită în stil gotic brabantine cu un impozant turn de 97m, numit Grote Kerk (biserica mare) sau Onze Lieve Vrouwe Kerk (Biserica Maicii Domnului). În 1534 modeste fortificații medievale au fost reconstruite de către Henry III de Nassau-Breda și a rămas un bastion necucerit pe liniea fortărețelor din Olanda.

## Personalități născute aici
- Pieter Bruegel cel Bătrân (1525 - 1569), pictor;
- Jan Ingenhousz (1730 - 1799), biolog, chimist;
- Johannes Bosscha (1831 - 1911), fizician;
- Corry Brokken (1932 - 2016), cântăreață;
- Paul van Buitenen (n. 1957), om politic;
- Ramon Dekkers (1969 - 2013), kickboxer;
- Michiel Mol (n. 1969), om de afaceri;
- Sylvie van der Vaart (n. 1978), actriță;
- Errol Zimmerman (n. 1986), kickboxer;
- Virgil van Dijk (n. 1991), fotbalist;
- Bart Verbruggen (n. 2002), fotbalist.